# KHTML
KHTML — це браузерний рушій відображення HTML, розроблений проєктом KDE. Цей механізм використовується веббраузером Konqueror.

## Історія
KHTML була представлена минулим механізмом khtmlw або ж KDE HTML Widget, розробленим Торбен Вайс (Torben Weiss) та Мартіном Йонсом (Martin Jones), які впровадили підтримку HTML 3.2, HTTP 1.0, та HTML, але не W3C DOM, CSS, або скриптінгу.
Сама мова KHTML з'явилася 4 листопада 1998 року як форк бібліотеки khtmlw, з деякими невеликими змінами, додаванням підтримки Unicode та змінами для підтримки переходу на Qt 2. Волдо Бастіан (Waldo Bastian) був серед тих, хто працював над створенням цієї ранньої версії KHTML.

## Стандарти, які підтримуються
- HTML 4.01
- CSS 1, 2.1 та частково 3
- PNG, MNG, JPEG, GIF — графічні формати
- DOM
- ECMA-262/JavaScript 1.5
- SVG (частково) — векторний графічний формат

## Застосунки, які використовують KHTML
- Konqueror — веббраузер та файловий менеджер KDE.
- KMail — використовує KHTML для відображення HTML-листів.
- KHelpCenter — переглядач документації KDE.
- Akregator — використовує KHTML для відображення повних статей у вбудованому браузері.
- Amarok — за допомогою KHTML відображає інформацію про файл, який програється.
- Safari, веббраузер від Apple, використовує форк KHTML — WebKit
- Chromium та Google Chrome, веббраузери Google, використовують форк WebKit, Blink

## Виноски
1. ↑  Public KDE source archives[недоступне посилання з лютого 2019] (Note: KHTML is part of the KDElibs component)
2. ↑  KDE/kde1-kdelibs, KDE GitHub Mirror, 15 січня 2022, процитовано 11 квітня 2023
3. 1 2 3  Lars Knoll and George Staikos: From KDE to WebKit (укр.), процитовано 11 квітня 2023
4. ↑  Waldo Bastian | Behind KDE. behindkde.org. Архів оригіналу за 11 квітня 2023. Процитовано 11 квітня 2023.